# The Time of Angels
"The Time of Angels" (intitulado "O Tempo dos Anjos" no Brasil) é o quarto episódio da quinta temporada da série de ficção científica britânica Doctor Who, transmitido originalmente através da BBC One em 24 de abril de 2010. É a primeira parte de uma história dividida em dois capítulos, sendo concluída em "Flesh and Stone". Ambos foram escritos por Steven Moffat e dirigidos por Adam Smith.
No episódio, o Doutor, um alienígena viajante do tempo interpretado por Matt Smith, e sua acompanhante, Amy Pond (Karen Gillan), são convocados por River Song (Alex Kingston), uma mulher misteriosa do futuro do Doutor. Ela os leva ao planeta Alfava Metraxis, onde a espaçonave Byzantium caiu. Em seu interior há um Weeping Angel, uma criatura que só pode mover-se quando não é observada. Com a ajuda do padre Octavian (Iain Glen) e seus clérigos militarizados, o Doutor, Amy e River adentram um labirinto de pedra para chegar a nave. No caminho, eles descobrem que todas as estátuas do local são Weeping Angels, que estão lentamente se restaurando e planejando prendê-los ali.
Moffat utilizou o episódio para trazer de volta algumas de suas criações: os Weeping Angels, usados por ele em "Blink" durante a terceira temporada, e River Song, que apareceu anteriormente em "Silence in the Library" e "Forest of the Dead" na quarta temporada. Inspirado na relação entre o filme Alien e sua sequência, Aliens, o roteirista escreveu-o como uma sequência de "Blink" mais orientada para a ação. Foi o primeiro episódio a ser gravado para a temporada, com as filmagens começando em 20 de julho de 2009 na praia de Southerndown, em Vale of Glamorgan, que foi usada como a superfície de Alfava Metraxis. "The Time of Angels" foi assistido por 8,59 milhões de telespectadores no Reino Unido e recebeu um Índice de Apreciação de 87, sendo aclamado pelos críticos como um dos melhores episódios da temporada.

## Enredo
O Doutor e Amy viajam para o Arquivo Delirium, um museu em um futuro distante, e descobrem uma mensagem da doutora River Song gravada em gallifreyano antigo, a língua do planeta-natal do Doutor, em uma caixa preta danificada da espaçonave Byzantium de 12.000 anos atrás. Ele usa a TARDIS para resgatá-la antes da nave cair no planeta Alfava Metraxis. Depois de pousarem naquele lugar com a orientação de River, Amy percebe que eles têm uma relação única devido à natureza da viagem no tempo; River encontrou o Doutor várias vezes em seu tempo, enquanto ele ainda não sabe quem ela é.

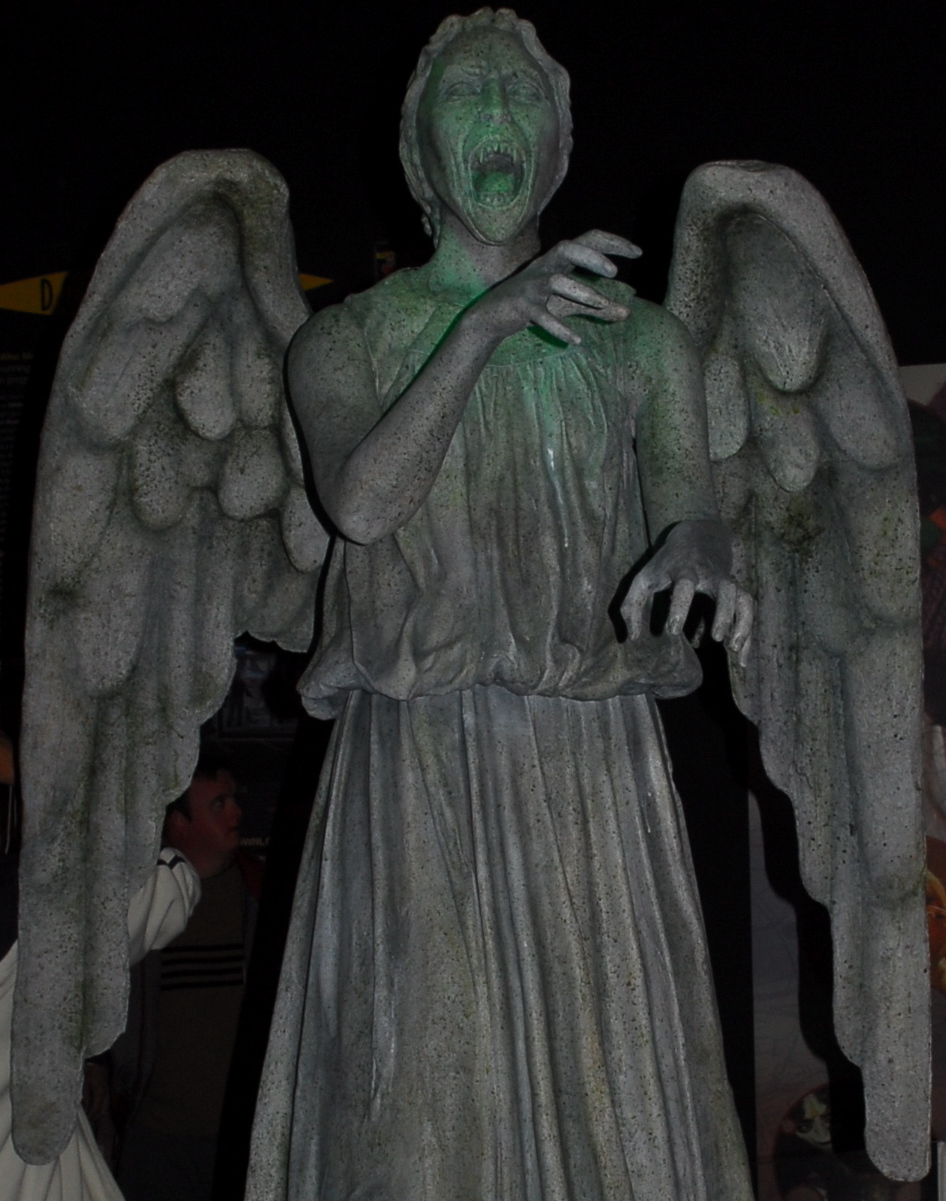
Um Weeping Angel em exposição na Doctor Who Experience.

River adverte o Doutor de que a Byzantium carrega um Weeping Angel mortal, capaz de mover-se somente quando  não é observado. Ela chama o padre Octavian e seus "clérigos" militarizados para ajudá-la a capturar a criatura  afim de que ele não fique mais poderoso com a radiação da nave e para proteger uma grande colônia humana no planeta. River, o Doutor e Amy analisam um vídeo em loop de quatro segundos do Weeping Angel no cofre da Byzantium enquanto os soldados instalavam a base do acampamento. Do lado de fora do trailer, o Doutor e River analisam um livro sobre os monstros e descobrem que qualquer imagem que assumir a forma de um Weeping Angel se tornará em um deles também. Enquanto isso, Amy volta para a sala de vídeo; cada vez que ela pisca, a estátua da filmagem move-se, e em dado momento ela emerge da tela, prendendo-a na sala. River e o Doutor tentam libertá-la, com este último advertindo-a para não olhar diretamente nos olhos da estátua, pois a criatura poderia apoderar-se dela. Amy consegue escapar congelando a imagem em um momento de chuvisco, fazendo-a desaparecer. Durante o trajeto para a nave, Amy continuamente sente algo em seus olhos.
Para acessar a Byzantium e localizar o Weeping Angel, o grupo percorre o "Labirinto dos Mortos", uma caverna de pedra com numerosas estátuas erguidas pela raça nativa, entre as quais ele poderia se esconder facilmente. Depois de lançar um globo gravitacional de luz no teto do lugar, eles se separam e alguns soldados são deixados para guardar a entrada. Enquanto o Doutor e River discutem sobre como os nativos de duas cabeças construíram as catacumbas, eles percebem que todas as estátuas têm apenas uma cabeça, sendo na verdade Weeping Angels. Todos estão mais lentos fracos do que o capturado pela nave, pois não tinham seres para consumir ao longo de séculos, mas agora estavam absorvendo energia da Byzantium para recomporem-se; o Doutor também supõe que o Weeping Angel derrubou a nave intencionalmente para resgatar os outros.
Durante a fuga, Amy acredita que não pode se mover porque sua mão se transformou em pedra, mas o Doutor explica que sua percepção foi influenciada através do contato visual direto com um Weeping Angel, mas ainda está bem; ele prova isso mordendo sua mão, e dois fogem. O grupo logo descobre que as criaturas mataram os soldados deixados para trás e usaram a consciência de deles, Bob, para falar com o Doutor. Os Weeping Angels revelam que atraíram o grupo para o ponto mais alto do Labirinto, diretamente sob a nave, para matá-los e usar suas essências para se regenerarem ainda mais. O Doutor diz a eles para nunca colocá-lo em uma armadilha e pede ao grupo para pular quando ele destrói o globo gravitacional.

### Continuidade
O episódio marca o retorno de River Song, uma mulher do futuro do Doutor vista anteriormente em "Silence in the Library" e "Forest of the Dead" na quarta temporada. "The Time of Angels" ocorre em seu passado relativo, onde é doutora, mas ainda não se tornou professora. Ela mostra habilidade em pilotar a TARDIS, dizendo que aprendeu com "o melhor", provocando o Doutor por não ser ele. Em "Let's Kill Hitler", na sexta temporada, é mostrado que a própria TARDIS lhe ensinou. Além disso, a frase escrita por River em gallifreyano antigo ("Olá, docinho!") é a mesma expressão usada quando ela cumprimenta o Décimo Doutor em "Silence in the Library". O acidente com a Byzantium foi mencionado pela primeira vez nesse mesmo episódio, quando River pergunta ao Doutor, depois de consultar seu diário, se eles já fizeram isso.

## Produção

### Roteiro

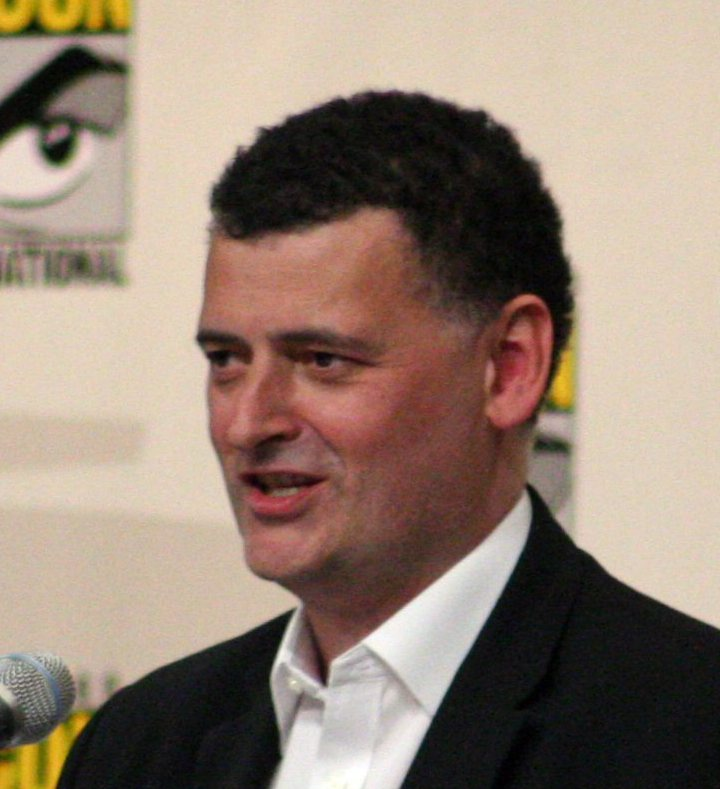
O roteirista Steven Moffat pretendia que o episódio fosse uma sequência de "Blink" mais orientada para a ação.

O episódio foi escrito pelo roteirista principal e produtor executivo da série, Steven Moffat. Ele projetou-o em duas partes como uma sequência de "Blink", transmitido na terceira temporada, mais orientada para a ação. O autor comparou a relação entre o filme Alien e sua sequência, Aliens, com o primeiro sendo mais discreto e o último "altamente colorido". Moffat achou Aliens "a melhor sequência para um filme já feita" e decidiu implementar seu conceito. Ele também pretendia retratar os Weeping Angels e suas ações de maneira diferente; em "Blink", eles mal sobreviviam e se assemelhavam a detritívoros, enquanto em "The Time of Angels" ele queria que as criaturas tivessem um plano que pudesse se tornar "quase como uma guerra". A história tinha como objetivo mostrar a pior coisa que poderia ocorrer perante os Weeping Angels, a incapacidade de ver, como foi explorado na segunda parte, "Flesh and Stone", quando Amy precisa manter seus olhos fechados. O produtor executivo, Piers Wenger, achou que o Arquivo Delirium, museu visitado pelo Doutor e Amy no início, precisava ser explicado, portanto Moffat chamou-o de "o último lugar de descanso dos Monges sem cabeça" e enviou-o para ele via mensagem de texto. Esses monges apareceram em "A Good Man Goes to War" na sexta temporada.
Moffat também trouxe de volta a personagem River Song, criada por ele na quarta temporada. A atriz Alex Kingston não esperava retornar a Doctor Who, mas afirmou que Moffat "sempre quis ela de volta". O roteirista foi influenciado pelo romance de Audrey Niffenegger, A Mulher do Viajante do Tempo, onde uma mulher se apaixona por um homem que se move no tempo involuntariamente. Moffat usou essa inspiração em seu episódio "The Girl in the Fireplace", mas Kingston e os críticos compararam River com a mulher do livro.

### Filmagens e efeitos
"The Time of Angels" foi o primeiro episódio a ser produzido para a quinta temporada. A leitura do roteiro ocorreu em 15 de julho de 2009. As filmagens começaram cinco dias depois na praia de Southerndown, em Vale of Glamorgan, que foi usada como superfície de Alfava Metraxis. Uma chuva intensa interrompeu as gravações no dia seguinte, e cerca de três páginas do roteiro nunca foram filmadas, incluindo a cena que Gillan tinha lido para sua audição. Essa parte foi substituída pela sequência onde River pilota a TARDIS após saltar da Byzantium, sendo filmada como um pick-up. Moffat achou essa cena "encantadora e um começo muito melhor para o episódio". Durante a gravação em CGI da TARDIS voando através do vórtice do tempo nessa sequência, foi usado acidentalmente o modelo antigo da máquina, de quando David Tennant era o Doutor.
O diretor Adam Smith, novo em Doctor Who, sentiu-se pressionado por tornar o episódio em uma sequência digna de "Blink", que ele chamou de "brilhante", mas também achou ótimo trabalhar com os Weeping Angels. Ele decidiu fazer a interação entre o Doutor e River se assemelhar como dois velhos casados, brigando sobre como "mamãe e papai dirigem o carro". Kingston afirmou que era "muito divertido" gravar e ela gostava de trabalhar com Matt Smith, embora seu relacionamento com ele fosse diferente de seu antecessor, David Tennant. No roteiro, não estava escrito que River cairia em cima do Doutor quando ela chega na TARDIS; essa ideia partiu de Matt Smith durante os ensaios, e acabou sendo difícil para filmá-la. No episódio, há um momento na sala de vídeo onde o Doutor quebra uma alça fixada ao teto. Isso foi originalmente um acidente durante uma das tomadas, mas Adam Smith gostou e filmou novamente, e  dessa vez Matt Smith fez isso de propósito.
A maioria dos Weeping Angels não são estátuas, mas sim jovens usando máscaras, trajes e pinturas, que levaram de duas a três horas para serem finalizadas. Adam Smith as chamou de "um pesadelo absoluto para filmar", porque demoravam muito para serem preparadas e eles precisaram ficar parados por longos períodos de tempo. Smith desejou que a entrada de River Song fosse uma surpresa surpreendente para o público. Um dublê foi usado para partes da sequência quando ela salta da Byzantium, mas Kingston desejava fazer isso sozinha. A cena foi filmada em frente de uma tela verde, onde a atriz foi suspensa a cabos, que puxavam-na para cima e para trás enquanto uma máquina de vento foi ligada para criar o efeito da câmara de ar. Kingston afirmou ter "absolutamente amado" filmar isso. Para a parte em que areia cai do olho de Amy quando ela o esfrega, um tapa olho contendo areia foi colocado sobre os olhos de Gillan.

## Transmissão e recepção
"The Time of Angels" foi transmitido no Reino Unido originalmente na noite de 24 de abril de 2010 na BBC One, das 18h20 às 19h05. Números não oficiais indicaram que 6,8 milhões de espectadores assistiram ao episódio, ficando em segundo lugar naquela noite, perdendo apenas para Britain's Got Talent. Este foi o quarto episódio de uma temporada mais visto desde "The Girl in the Fireplace". A audiência consolidada subiu para 8,59 milhões de pessoas, o maior público desde a abertura da temporada. Foi o quinto programa mais visto na BBC One e o décimo segundo mais assistido em todos os canais do Reino Unido durante a semana de sua exibição. Teve um Índice de Apreciação de 87, o mais alto da temporada até aquele momento. Nos Estados Unidos, foi transmitido pela BBC America em 8 de maio de 2010. No Brasil, "O Tempo dos Anjos" foi exibido na TV Cultura em junho de 2012 e no Syfy em 8 de abril de 2016.
Foi lançado em DVD e Blu-ray na Região 2 juntamente com "Flesh and Stone", "The Vampires of Venice" e conteúdos especiais dos três episódios em 5 de julho de 2010. Foi então relançado no DVD da quinta temporada completa em 8 de novembro de 2010. O episódio ainda foi publicado junto com "Victory of the Daleks" na edição 75 do Doctor Who DVD Files em 16 de novembro de 2011. No Brasil, também foi publicado no DVD da quinta temporada em 4 de julho de 2015.

### Recepção crítica
"The Time of Angels" recebeu avaliações majoritariamente positivas dos críticos. Escrevendo para o The Guardian,  Daniel Martin chamou o episódio de "uma conquista surpreendente" e "absolutamente assustador". Ele elogiou a maneira como Moffat lidou com a história de River Song, bem como tornou-a um "intrincado rompimento de ideias que fazem um drama verdadeiramente cinematográfico". A revisão de Gavin Fuller para o The Daily Telegraph elogiou o suspense e "a revelação de que todas as estátuas eram Weeping Angels", o que ele chamou de "verdadeiramente chocante". Embora tenha comentado que isso "demorou um pouco para acontecer", uma vez revelado transformou-o no "primeiro momento genuinamente impactante" da temporada. Para ele, o "único desapontamento real" foi a "inferência de que a TARDIS não precisa realmente fazer o seu célebre 'vworp, vworp' no pouso", e questionou: "Como você pode fazer isso com os fãs de longa data, Steven Moffat - esse som faz parte da urdidura e da trama do programa!".
Patrick Mulkern da Radio Times descreveu o episódio como "simplesmente soberbo" e afirmou que "Matt Smith realmente está se formando para ser o melhor Doutor desde Tom Baker", elogiando-o por ser "simultaneamente intenso e sutil". Para ele, foi "sem dúvida o começo mais impressionante de qualquer Doutor até agora". Mulkern também elogiou Amy por "felizmente ser livre de bagagem emocional que incomodava suas predecessoras" até aquele momento. Escrevendo para a IGN, Matt Wales deu ao episódio nota dez, chamando-o de "enorme, bobo, assustador, lindo, emocionante e - o mais importante - divertido". Embora para ele o episódio "nunca correspondeu perfeitamente à tensão implacável de 'Blink'", tinha um "ritmo perfeito e, quando precisava, assustava genuinamente". Ao contrário de Fuller, ele gostou da piada com o "vworp vworp" da TARDIS, perguntando: "Quem poderia não amar a pura audácia ao sugerir que o ruído icônico da TARDIS era resultado do Doutor deixar os freios puxados nos últimos 45 anos?"
Dave Golder, da revista SFX, deu ao episódio a classificação máxima de cinco estrelas, elogiando-o por ser "soberbamente encaixado, com as mudanças no tom acontecendo gradual e organicamente". Ele também elogiou a direção e os efeitos de som. Keith Phipps do The A.V. Club deu ao episódio A-, elogiando a atmosfera assustadora e o desenvolvimento dos Weeping Angels. Apesar disso, ele achou o relacionamento entre o Doutor e River um pouco "distorcido", mas esperava que isso era suposto ser assim.

### Incidente com obanner
No final da transmissão original do episódio, durante o cliffhanger, um banner animado anunciando o programa Over the Rainbow de Graham Norton foi mostrado em algumas regiões. De acordo com a BBC, a animação foi executada 20 segundos antes do previsto. A emissora pediu desculpas ao público depois de receber mais de cinco mil reclamações. O incidente recebeu atenção no Twitter, e a revista SFX informou que o caso tinha "estremecido levemente" a rede social, citando tweets de Charlie Brooker, Matthew Graham e Simon Pegg. Graham, roteirista de drama da BBC, criticou o canal por rebaixar-se e mencionou que tinha escrito e-mails para "algumas partes interessadas".
Graham Norton parodiou o incidente em seu próprio show, colocando um banner semelhante, com a adição de um Dalek exterminando sua versão animada.